# لورا كلاريدج
لورا كلاريدج (بالإنجليزية: Laura Claridge)‏ هي كاتبة سير وكاتِبة أمريكية، ولدت في 1952.